# 三光大橋
三光大橋，全稱三光跨河大橋，又稱爺亨跨河大橋，為一座位於台灣桃園市復興區三光里，計畫連通爺亨部落、武道能敢泰雅族部落的橋樑。工程於2021年12月20日完工。

## 位置
三光大橋位於大漢溪上游之馬里闊丸溪，彌榮吊橋旁向東約150公尺處，兩端預計連通途經爺亨的復華道路與途經武道能敢的桃113線玉峰道路。

## 興建緣由
因桃園市復興區三光里與附近爺亨部落、武道能敢部落20年長期依賴桃113線往來，但該幹線道路卻常因颱風而中斷，族人只能透過溪底便道及已有百年歷史的彌榮吊橋來往溪流兩岸。2016年，桃園市市長鄭文燦上任後廣納居民意見，並由復興區公所提出「爺亨跨河大橋」興建工程。2019年7月經工程會同意核列興建工程，並由原民會納入原住民族部落特色道路改善計畫。2020年2月19日完成工程決標，並於同年4月動工，預計於2021年9月完工。